# Paliga
Paliga is een geslacht van vlinders van de familie grasmotten (Crambidae), uit de onderfamilie Pyraustinae.

## Soorten
- P. damastesalis (Walker, 1859)
- P. fuscicostalis Swinhoe, 1894
- P. machoeralis Walker, 1859
- P. quadrigalis (Hering, 1901)
- P. rubicundalis Warren, 1896
- P. rufipicta Butler, 1880
- P. suavalis Walker, 1865